# 畫眉山
畫眉山（英語：Wa Mei Shan），又稱「花苗山」，是一個位於香港東北面、座落於西貢半島的山峰，行政劃分上屬大埔區。附近地方則納入西貢西郊野公園。

## 地理
畫眉山高391米，為西貢半島較高的山峰之一。

## 前往方法
麥理浩徑第三段途徑此山東南面山腳處，但無任何通往該山的道路連接。